# Mercury Capri
Mercury Capri – samochód sportowy klasy kompaktowej produkowany pod amerykańską marką Mercury w latach 1970 – 1986 i 1991 – 1994.

## Pierwsza generacja

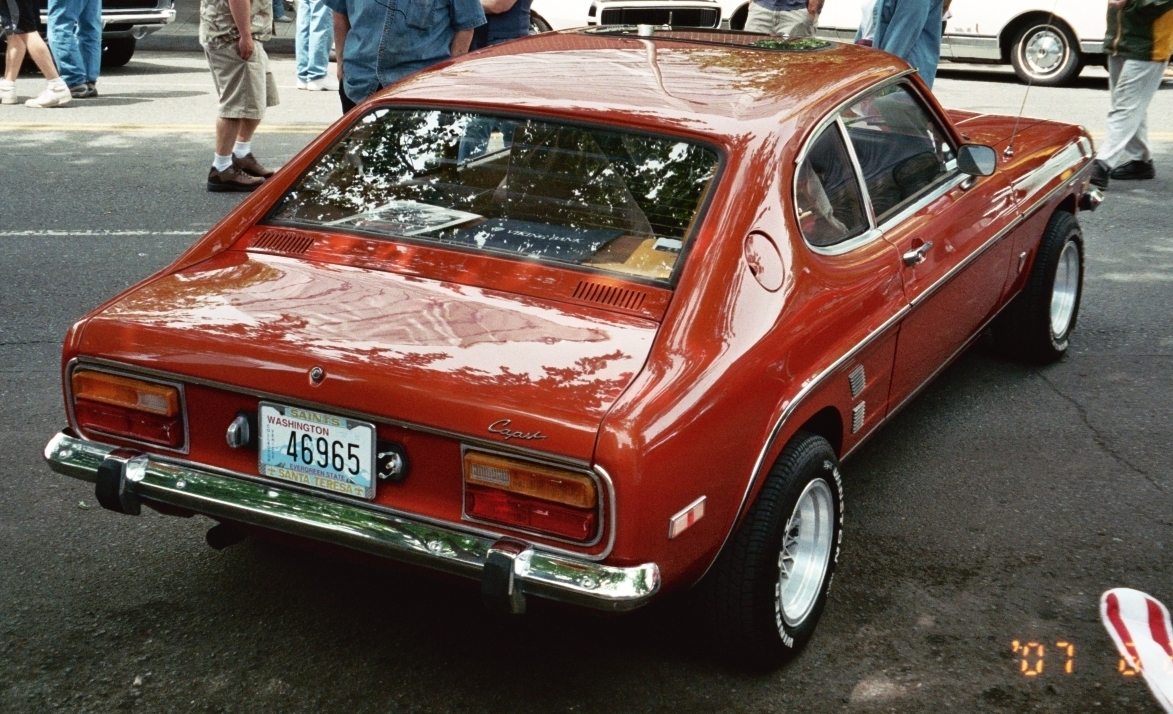
Mercury Capri I - tył

Mercury Capri I został zaprezentowany po raz pierwszy w 1970 roku.
W 1970 roku północnoamerykański oddział Forda podjął decyzję o rozpoczęciu importu europejskiego Forda Capri z niemieckich zakładów marki do Ameryki Północnej pod marką Mercury.
W efekcie powstała pierwsza generacja Mercury Capri, która od europejskiego pierwowzoru Forda odróżniała się innym wyglądem pasa przedniego. Pojawiły się tam dwuczęściowe, kanciaste reflektory, a także inna atrapa chłodnicy z umieszczonymi na niej kierunkowskazami. Ponadto zamontowano inne zderzaki i większe tylne lampy.

### Silniki
- L4 1.6l Kent
- L4 2.0l OHC
- L4 2.3l OHC
- V6 2.6l OHC
- V6 2.8l OHC

## Druga generacja

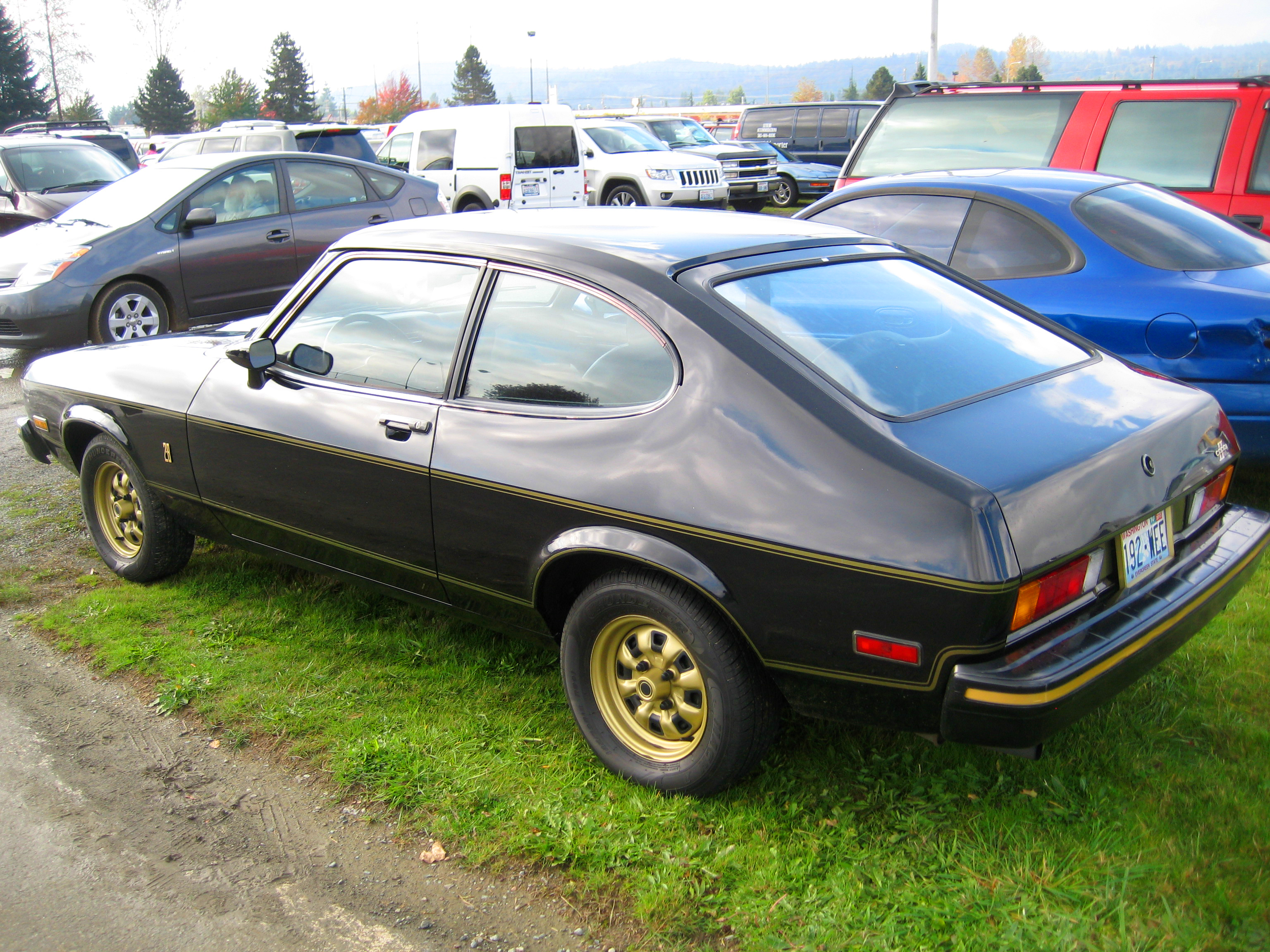
Mercury Capri II - tył

Mercury Capri II został zaprezentowany po raz pierwszy w 1975 roku.
Rok po premierze drugiej generacji europejskiego Forda Capri, także i Mercury zaktualizowało ten model, importując z Niemiec gruntownie odświeżoną konstrukcję. Choć powstała ona na zmodernizowanej platformie poprzednika, to jednak pod kątem stylistycznym samochód przeszedł obszerne modyfikacje.
Podobnie jak poprzednio, Mercury Capri II odróżniało się od europejskiego odpowiednika innym wyglądem reflektorów, przemodelowaną atrapą chłodnicy i obszernie przestylizowanymi, masywniejszymi zderzakami zgodnymi z ówczesnymi amerykańskimi normami bezpieczeństwa.

### Silniki
- L4 1.6l Kent
- L4 2.0l OHC
- L4 2.3l OHC
- V6 2.6l OHC
- V6 2.8l OHC

## Trzecia generacja

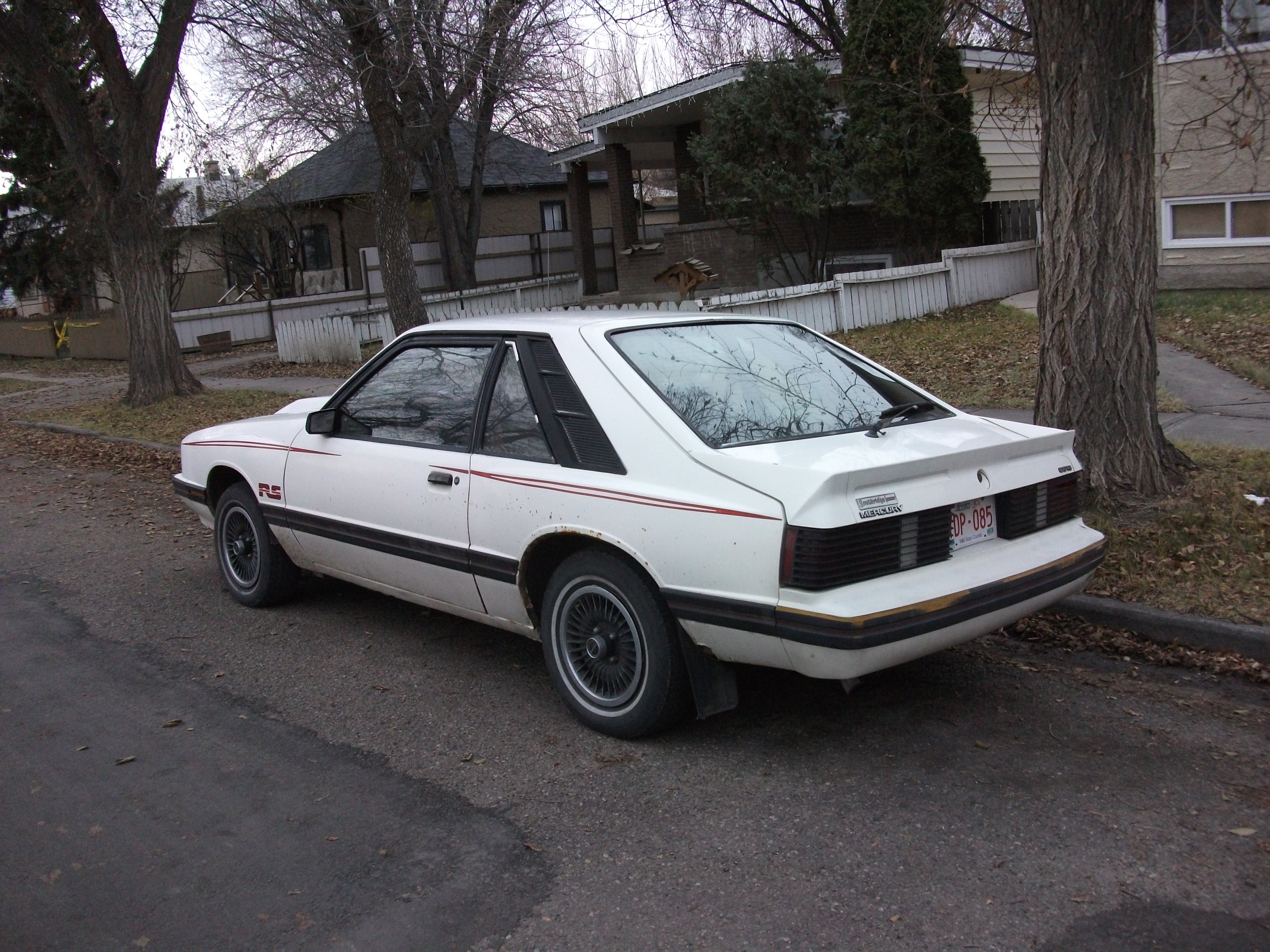
Mercury Capri III - tył

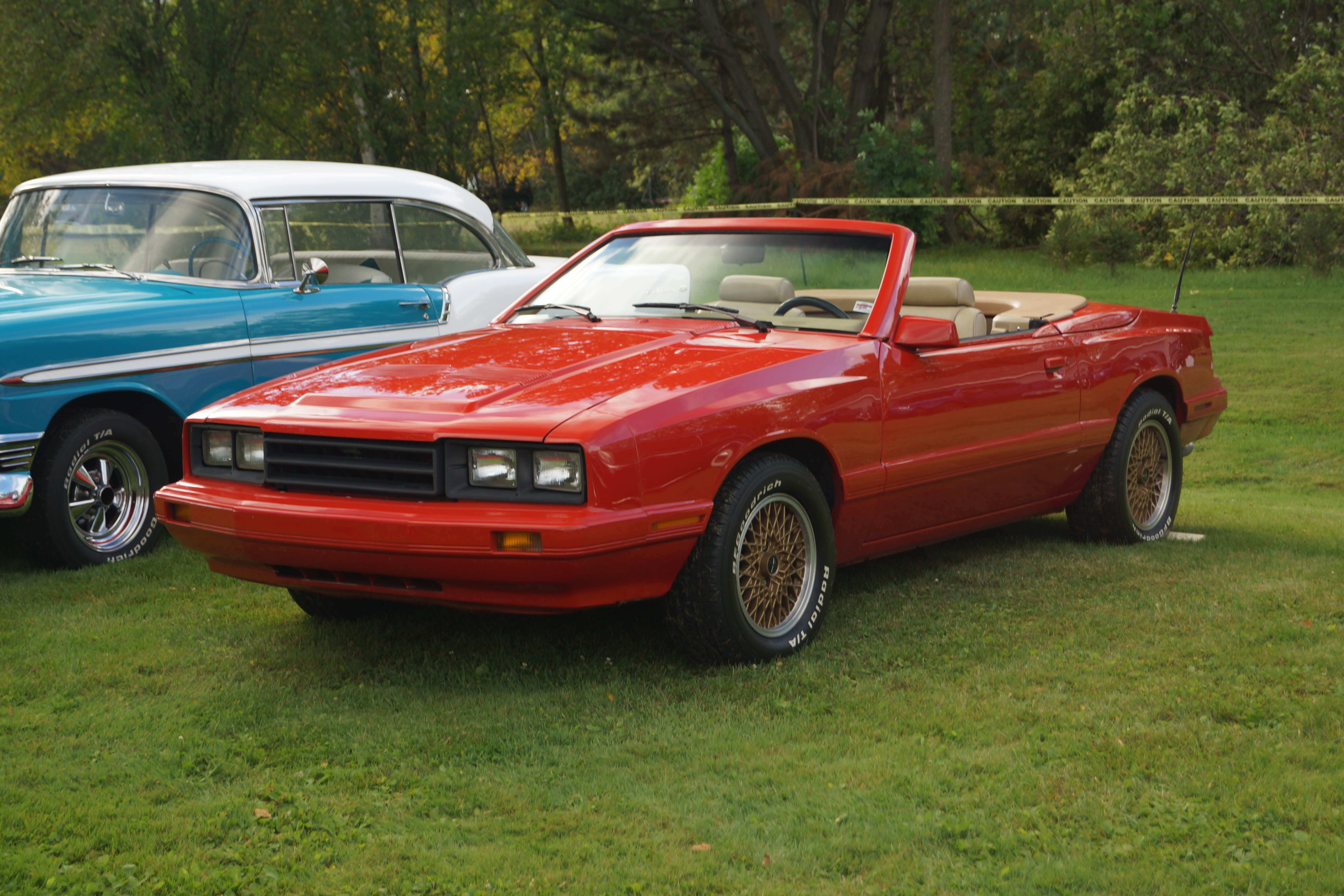
Mercury Capri III Roadster

Mercury Capri III został zaprezentowany po raz pierwszy w 1979 roku.
W przypadku trzeciej generacji Capri, Mercury zdecydowało się zakończyć współpracę z europejskim oddziałem Forda i tym razem skonstruować ten model razem z centralą północnoamerykańską jako model na rynek lokalny.
W ten sposób, Capri trzeciej generacji było bliźniaczym modelem wobec Forda Mustanga, wyróżniając się większym niż dotychczas nadwoziem i charakterystyczną, podłużną maską, a także ściętym tyłem. Oferta nadwoziowa została poszerzona także o roadstera.

### Silniki
- L4 2.3l OHC
- L6 3.3l OHV
- V6 2.8l OHV
- V6 3.8l OHV
- V8 4.2l OHV
- V8 5.0l HO

## Czwarta generacja

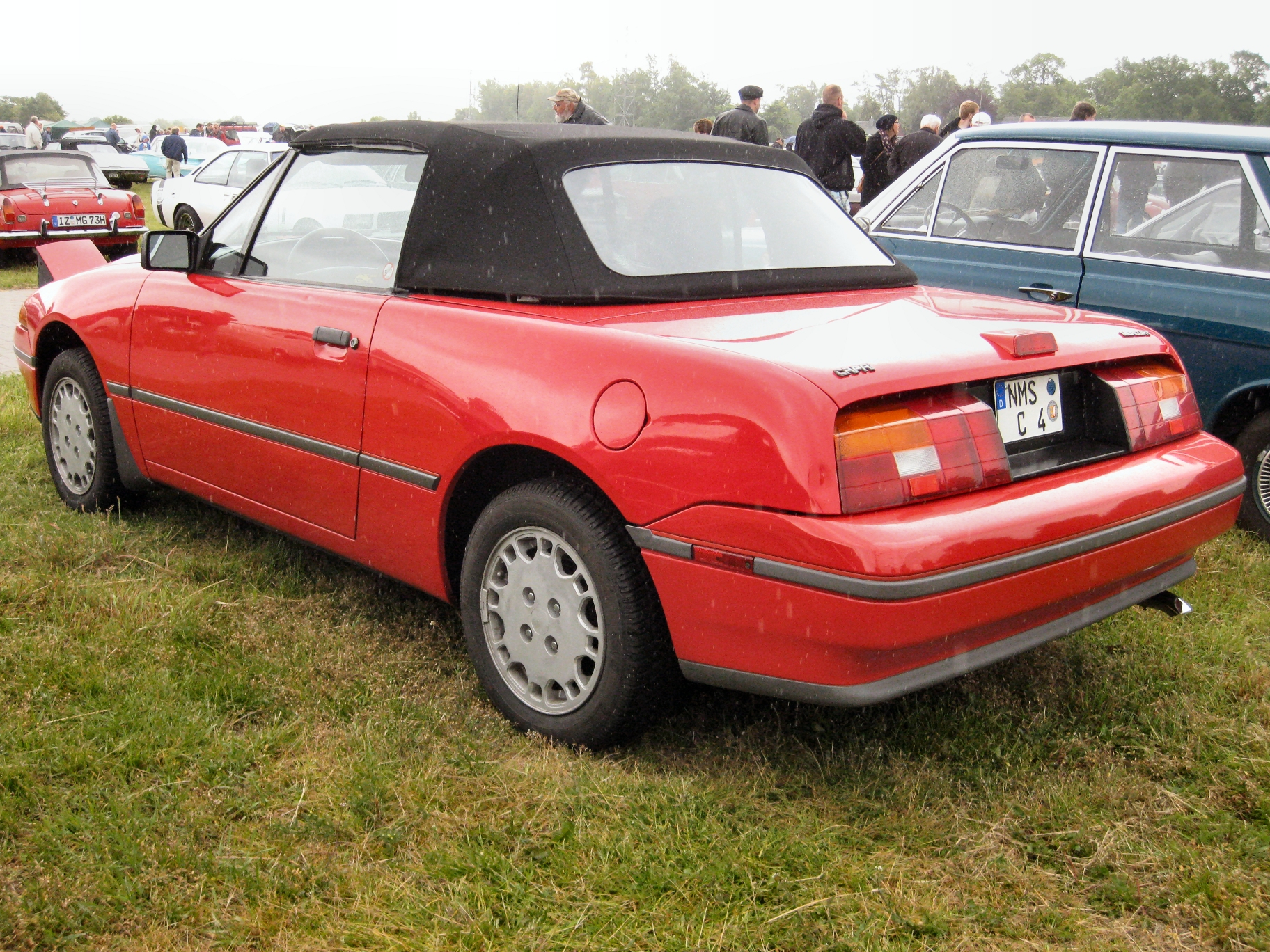
Mercury Capri IV - tył

Mercury Capri IV został zaprezentowany po raz pierwszy w 1991 roku.
Po pięcioletniej przerwie, Mercury zdecydowało się wrócić do produkcji modelu Capri, po raz kolejny zmieniając jego formułę. Tym razem producent podjął decyzję o zawarciu współpracy z australijskim oddziałem Forda, importując z tamtejszych zakładów lokalnie produkowany model Ford Capri produkowany tam już od wówczas 2 lat.
Tym razem Mercury Capri był oferowany wyłącznie jako roadster ze składanym miękkim dachem, wyróżniając się chowanymi reflektorami, kanciastymi lampami tylnymi i aerodynamicznym kształtem pasa przedniego. Produkcję zakończono 3 lata po premierze, nie prezentując następcy.

### Silniki
- L4 1.6l B6D
- L4 1.6l Turbo